# Fade (áudio)
Fade, em engenharia acústica, é o aumento ou diminuição gradual do nível de um sinal de áudio. Uma canção gravada pode ser gradualmente reduzida ao silêncio durante sua conclusão (fade-out) ou ter seu volume gradualmente aumentado durante o início (fade-in). O termo fade é usado também em aparelhos de som de múltipla amplificação para descrever o balanço de energia entre os canais dianteiro e traseiro.